# Degradazione degli amminoacidi
La degradazione degli amminoacidi è un processo energetico molto importante del metabolismo animale. Gli amminoacidi, a differenza dei carboidrati (glicogeno) e dei lipidi (trigliceridi), non possono essere immagazzinati per funzionare da riserva energetica, ma tramite la loro degradazione possiamo ricavare energia.
Questo processo avviene:
- durante la sintesi proteica, se alcuni amminoacidi non sono utilizzati;
- quando una dieta è ricca di proteine, e quindi gli amminoacidi si trovano in abbondanza nel corpo, poiché non possono essere immagazzinati;
- durante il digiuno, quando carboidrati e lipidi non sono disponibili, o nel diabete mellito non controllato;

Il processo porta alla separazione del gruppo amminico NH2 dal resto dello scheletro carbonioso dell'amminoacido. Passaggi successivi possono portare a produzione di ammoniaca e, dal momento che l'ammoniaca è altamente tossica per l'uomo, essa viene rapidamente convertita in urea, una sostanza neutra, meno tossica, molto solubile ed eliminabile con le urine. Questa degradazione è tipica degli animali ureotelici tra cui molti vertebrati terrestri e squali.
Nell'uomo, più dell'80% dell'azoto eliminato dall'organismo deriva dagli amminoacidi introdotti con le proteine della dieta.

## Modalità del processo
Gli amminoacidi perdono il loro gruppo amminico che viene trasferito reversibilmente all'accettore α-Chetoglutarato tramite enzimi transaminasi. Il processo è reso possibile grazie alla presenza del cofattore enzimatico piridossal fosfato.
L'α-Chetoglutarato, unito al gruppo amminico, diventa glutammato. L'effetto di queste reazioni è quello di raccogliere tutti gli NH2 provenienti dagli amminoacidi sul glutammato, in modo che possa espellere i composti azotati.
L'acido glutammico a questo punto viene portato dal citoplasma all'interno dei mitocondri degli epatociti, dove viene sottoposto ulteriormente a deaminazione ossidativa, grazie all'enzima glutammato deidrogenasi. A questo punto si stacca il gruppo amminico che, a causa della sua tossicità, viene trasportato nel ciclo dell'urea per essere eliminato.
Dal glutammato, oltre alla perdita dell'ammoniaca, si origina l'α-Chetoacido corrispondente che può essere utilizzato nel ciclo dell'acido citrico.
Da tessuti periferici (extraepatici), l'ammoniaca è trasportata attraverso la glutammina per azione della glutammina sintetasi (un enzima citoplasmatico che si trova in tutte le cellule). La reazione prevede l'interazione tra glutammato (formatosi per transaminazione) e ATP, originando ADP e l'intermedio γ-glutammilfosfato. Quest'ultimo composto reagisce con lo ione ammonio e genera glutammina e fosfato inorganico.
Una volta nel fegato, la glutammina rilascia NH4 per azione dell'enzima glutamminasi, originando nuovamente glutammato. Parte di esso è ulteriormente metabolizzato dal fegato per liberare altro ione ammonio e scheletri carboniosi utilizzabili come combustibile per le reazioni metaboliche; il restante glutammato è coinvolto in altri processi metabolici, come la biosintesi degli amminoacidi.
I muscoli, invece, sfruttano una via alternativa: il piruvato disponibile, ottenuto dalla glicolisi, subisce transamminazione dal glutammato per formare alanina. Una volta nel fegato, l'alanina trasferisce il gruppo amminico all' α-Chetoglutarato originando piruvato e glutammato. Quest'ultimo composto entra nei mitocondri degli epatociti, dove rilascia ammoniaca.
Il piruvato prodotto è impiegato nella gluconeogenesi del fegato per la produzione di glucosio, il quale verrà trasferito attraverso il sangue al muscolo per intraprendere la glicolisi. Questo processo è definito ciclo glucosio-alanina ed il funzionamento è molto simile al ciclo di Cori nel quale il lattato, rilasciato dal muscolo scheletrico, viene utilizzato per la gluconeogenesi nel fegato.
Oltre alla via appena descritta, il glutammato può andare incontro a reazione di transamminazione con ossalacetato per formare aspartato, un ulteriore donatore di ammoniaca per il ciclo dell'urea.
In sintesi: l'azoto che entra nel ciclo dell'urea è fornito dal glutammato tramite la glutammato deidrogenasi o la glutamminasi (attraverso l'intermedio glutammina) e viene incorporato al carbamilfosfato nella prima tappa del ciclo dell'urea. L'ammoniaca proveniente dall'aspartato entra nella terza fase (citosolica) del ciclo dell'urea, combinandosi con la citrullina.

## Destini dello scheletro carbonioso
Una volta allontanati i gruppi amminici degli amminoacidi, gli scheletri carboniosi rimasti sono trasformati in intermedi metabolici per ottenere glucosio, corpi chetonici o intermedi del ciclo dell'acido citrico.
In base al punto in cui gli atomi di carbonio entrano nel metabolismo, gli amminoacidi possono essere:
- glucogenetici: gli scheletri carboniosi sono trasformati in intermedi del ciclo di Krebs (α-Chetoglutarato, Succinil CoA, Fumarato, Ossalacetato) al fine di produrre piruvato che potrà essere utilizzato per la sintesi di glucosio.
- chetogenetici: dagli scheletri carboniosi di questi amminoacidi si ottiene Acetil CoA o acetoacetilCoA per produrre corpi chetonici nel fegato o per essere usati nella sintesi degli acidi grassi. La reazione è molto evidente nel diabete mellito.

Tuttavia la divisione non è netta. Esistono diversi amminoacidi, principalmente quelli con strutture più complesse o aromatiche, che sono sia glucogenetici sia chetogenetici; fanno parte di questi triptofano, fenilalanina, tirosina, treonina e isoleucina.
Solo gli amminoacidi leucina e lisina sono esclusivamente chetogenetici.

## Assorbimento e digestione delle proteine
La maggior parte dell'azoto eliminato dall'organismo deriva dagli amminoacidi delle proteine introdotte con la dieta.
La digestione proteica inizia nello stomaco dove l'ingresso delle proteine porta alla secrezione della gastrina che stimola la produzione di acido cloridrico e pepsinogeno. L'acido cloridrico agisce da antisettico, uccidendo i batteri, e da agente denaturante. L'ambiente acido (pH=2) porta all'attivazione della pepsina a partire dal pepsinogeno grazie alla scissione autocatalitica che avviene solamente a pH basso. Nello stomaco questo enzima idrolizza i legami peptidici formati dai residui aromatici Phe, Trp, Tyr a livello del loro gruppo amminico.
Il contenuto acido dello stomaco viene riversato nell'intestino tenue e miscelato alle secrezioni pancreatiche. Il pH basso porta alla produzione di bicarbonato da parte del pancreas al fine di neutralizzare l'acidità. Il succo proveniente dal pancreas contiene zimogeni (precursori inattivi) di diversi enzimi appartenenti alla famiglia delle proteasi fra cui tripsina, chimotripsina, elastasi e carbossipeptidasi.
Attraverso enzimi enteropeptidasi (enzimi proteolitici intestinali) il tripsinogeno viene attivato a tripsina ed essa è in grado sia di attivare se stessa, sia di convertire gli altri precursori.
La secrezione da parte del pancreas di zimogeni rappresenta per esso una protezione, insieme alla produzione di un inibitore specifico per la tripsina, poiché piccole quantità attive possono scatenare una cascata di attivazioni.
Gli enzimi pancreatici attivi idrolizzano ulteriormente i peptidi. Il processo è ultimato dagli enzimi dell'intestino tenue, le amminopeptidasi, che rilasciano amminoacidi liberi. Dopo essere penetrati nella mucosa intestinale, essi sono riversati nel sangue e attraverso la vena porta raggiungono il fegato per le vie metaboliche o per essere distribuiti ai tessuti in base alle necessità.

## Tossicità dell'ammoniaca e conseguenze fisiche
Non è molto chiaro perché l'ammoniaca sia così tossica. Tuttavia quando la sua concentrazione nel sangue e negli altri liquidi biologici aumenta, essa si diffonde nel corpo e attraversa velocemente la barriera ematoencefalica portando all'insorgenza di encefalopatia.
La crescita dei livelli dell'ammoniaca porta alla stimolazione della sintesi del glutammato e della glutammina nel cervello, al fine di eliminare l'azoto attraverso il ciclo dell'urea. Poiché il glutammato deriva dall'α-Chetoglutarato, la riserva encefalica di quest'ultimo composto tende ad esaurirsi determinando l'inibizione del ciclo dell'acido citrico e minore produzione di ATP. L'aumento dei livelli di glutammina (derivata dal glutammato), agisce sull'osmolarità degli astrociti del cervello, i quali hanno il compito di nutrire, dare supporto e isolare i neuroni. L'ingresso dell'acqua in queste cellule le porta a gonfiarsi, aumentando così il volume del cervello e causando un edema cerebrale. A livelli terminali di intossicazione sopraggiunge il coma. Inoltre, diversi studi rivelano come possa venire alterata l'attività di alcuni neurotrasmettitori come il GABA, derivato dal glutammato.
L'encefalopatia da iperammoniemia è una malattia rara provocata generalmente da difetti degli enzimi del ciclo dell'urea o da cause secondarie che ne provocano il blocco, come l'insufficienza epatica. I segnali clinici della malattia sono rappresentati da letargia, vomito, rifiuto dell'alimentazione, ipotermia e convulsioni fino al raggiungimento dello stato comatoso e la morte. La malattia può anche manifestarsi nei neonati, per questo motivo non bisogna trascurare quei sintomi aspecifici come il vomito e letargia i quali sono rapidamente sostituiti da segnali clinici ben più gravi.